# Nabil Bentaleb
Nabil Bentaleb (Lille, Francia, 24 de noviembre de 1994) es un futbolista argelino que juega como mediocampista para el Lille O. S. C. de la Ligue 1.

## Trayectoria

### Comienzos
Nacido en Lille, Bentaleb comenzó su carrera en la academia del equipo local, Lille. Dejó la academia a la edad de 15 y  se fue a Bélgica para jugar en el  Mouscron. Luego tuvo una prueba con Birmingham City antes de finalmente firmar con la academia de Tottenham Hotspur en enero de 2012. Durante la temporada de 2012-13 Bentaleb entró en el equipo sub-21 de Tottenham y marcó cuatro goles en catorce partidos, incluyendo un gol en la victoria contra la Academia de Arsenal. Su nivel de juego durante la temporada le consiguió un nuevo contrato de cuatro años en el Tottenham Hotspur hasta 2018.

### Tottenham Hotspur
En diciembre de 2013 fue seleccionado en la plantilla del equipo de  Tottenham Hotspur en un partido de la Premier League contra el Southampton F. C. Su debut profesional fue en ese partido cuando entró como sustituto en el minuto 50 para Moussa Dembélé, el Tottenham ganó el partido 3-2. Su primer partido como titular de Tottenham fue contra  Arsenal en la FA Cup el 4 de enero. Luego continuó jugando como titular contra Crystal Palace, donde fue distinguido como Hombre del partido, y  Swansea, donde tuvo muy buen rendimiento. El 20 de febrero estuvo en la alineación inicial en el partido de Liga Europa de la UEFA contra Dnipro.

### Regreso a Francia
El 6 de enero de 2022 fichó por el Angers S. C. O. con un contrato hasta 2025.

## Selección nacional
El 14 de noviembre de 2012 debutó con el equipo nacional de Francia sub-19 en un partido amistoso. Entró como sustituto en el medio tiempo en una derrota de 3-0 contra la selección de Alemania sub-19.
A pesar de haber representado a Francia, ha sido tentado por la selección de fútbol de Argelia, y algunas fuentes dijeron que ya había aceptado.
El 15 de febrero de 2014 comprometió su futuro internacional a Argelia. Unos días después, fue llamado por el entrenador de Argelia Vahid Halilhodžić para un partido amistoso contra Eslovenia. Hizo su debut el 5 de marzo, jugando el partido completo en una victoria de 2-0.
El 2 de junio de 2014 fue incluido en la lista final de 23 jugadores que representarían a Argelia en la Copa Mundial de Fútbol de 2014.

### Participaciones en Copas del Mundo
| Mundial                        | Sede   | Resultado        |
| ------------------------------ | ------ | ---------------- |
| Copa Mundial de Fútbol de 2014 | Brasil | Octavos de final |

## Estadísticas

### Clubes
Actualizado al último partido jugado el 10 de mayo de 2025.
| Club | Div.          | Temporada     | Liga  | Liga  | Copas nacionales(1) | Copas nacionales(1) | Copas internacionales(2) | Copas internacionales(2) | Total | Total | Media goleadora(3) |
| Club | Div.          | Temporada     | Part. | Goles | Part.               | Goles               | Part.                    | Goles                    | Part. | Goles | Media goleadora(3) |
| --- | ------------- | ------------- | ----- | ----- | ------------------- | ------------------- | ------------------------ | ------------------------ | ----- | ----- | ------------------ |
| Tottenham Hotspur F. C. Inglaterra | 1.ª           | 2013-14       | 15    | 0     | 1                   | 0                   | 4                        | 0                        | 20    | 0     | 0                  |
| Tottenham Hotspur F. C. Inglaterra | 1.ª           | 2014-15       | 26    | 0     | 3                   | 1                   | 6                        | 0                        | 35    | 1     | 0,02               |
| Tottenham Hotspur F. C. Inglaterra | 1.ª           | 2015-16       | 5     | 0     | 4                   | 0                   | 2                        | 0                        | 11    | 0     | 0                  |
| Tottenham Hotspur F. C. Inglaterra | Total club    | Total club    | 46    | 0     | 8                   | 1                   | 12                       | 0                        | 66    | 1     | 0,01               |
| F. C. Schalke 04 · Alemania | 1.ª           | 2016-17       | 32    | 5     | 3                   | 0                   | 9                        | 2                        | 44    | 7     | 0,15               |
| F. C. Schalke 04 · Alemania | 1.ª           | 2017-18       | 16    | 4     | 3                   | 0                   | —                        | —                        | 19    | 4     | 0,22               |
| F. C. Schalke 04 · Alemania | 1.ª           | 2018-19       | 14    | 3     | 2                   | 2                   | 4                        | 1                        | 20    | 6     | 0,3                |
| Newcastle United F. C. Inglaterra | 1.ª           | 2019-20       | 12    | 0     | 3                   | 0                   | —                        | —                        | 15    | 0     | 0                  |
| Newcastle United F. C. Inglaterra | Total club    | Total club    | 12    | 0     | 3                   | 0                   | 0                        | 0                        | 15    | 0     | 0                  |
| F. C. Schalke 04 · Alemania | 1.ª           | 2020-21       | 9     | 0     | 1                   | 0                   | —                        | —                        | 10    | 0     | 0                  |
| F. C. Schalke 04 · Alemania | Total club    | Total club    | 71    | 12    | 9                   | 2                   | 13                       | 3                        | 93    | 17    | 0,18               |
| Angers S. C. O. Francia | 1.ª           | 2021-22       | 18    | 1     | 0                   | 0                   | —                        | —                        | 18    | 1     | 0,06               |
| Angers S. C. O. Francia | 1.ª           | 2022-23       | 30    | 4     | 3                   | 0                   | —                        | —                        | 33    | 4     | 0,12               |
| Angers S. C. O. Francia | Total club    | Total club    | 48    | 5     | 3                   | 0                   | 0                        | 0                        | 51    | 5     | 0,1                |
| Lille O. S. C. Francia | 1.ª           | 2023-24       | 26    | 0     | 1                   | 0                   | 7                        | 0                        | 34    | 0     | 0                  |
| Lille O. S. C. Francia | 1.ª           | 2024-25       | 10    | 1     | 0                   | 0                   | 0                        | 0                        | 10    | 1     | 0,1                |
| Lille O. S. C. Francia | Total club    | Total club    | 36    | 1     | 1                   | 0                   | 7                        | 0                        | 44    | 1     | 0,02               |
| Total carrera | Total carrera | Total carrera | 213   | 18    | 24                  | 3                   | 32                       | 3                        | 269   | 24    | 0,09               |
| (1) Incluye datos de FA Cup, Copa de la Liga de Inglaterra, Copa de Alemania y Copa de Francia. (2) Incluye datos de Liga Europa de la UEFA y Liga Europa Conferencia de la UEFA. (3) No incluye goles en partidos amistosos. |               |               |       |       |                     |                     |                          |                          |       |       |                    |